# Minakami
Minakami (japanska: みなかみ町?, Minakami-machi) är en landskommun (köping) i Gunma prefektur i Japan.  
I kommunen finns järnvägsstationen Jōmō-Kōgen på Jōetsu Shinkansen som ger förbindelse med höghastighetståg till bland annat Tokyo.